# 阿爾比恩鎮區 (明尼蘇達州賴特縣)
阿爾比恩鎮區（英語：Albion Township）是位於美國明尼蘇達州賴特縣的一個行政鎮區。

## 歷史
阿爾比恩鎮區於1858年設立，得名自大不列顛島的古稱阿尔比恩。

## 地方資料
阿爾比恩鎮區的面積為91.90平方千米，當中陸地面積為84.60平方千米，而水域面積為7.30平方千米。根據2020年美國人口普查的數據，當地共有人口1264人，而人口密度為每平方千米13.75人。